# Milford (Nebraska)
Milford è un comune degli Stati Uniti d'America, situato in Nebraska, nella contea di Seward.